# 小行星8398
小行星8398（英語：8398 Rubbia）是一颗围绕太阳公转的小行星。1993年12月12日，Farra d'Isonzo在法拉迪松佐发现了此天体。
这颗小行星的绝对星等为12.58450135747935等。